# Ceva-cirkel-verwantschap

Ceva-cirkel-verwante punten P en Q

Ceva-cirkel-verwantschap is een verwantschap van punten in het vlak van een gegeven driehoek. De omgeschreven cirkel van de Ceva-driehoek van een punt P, die soms de Ceva-cirkel van P wordt genoemd, snijdt de zijden van de gegeven driehoek in een tweede Ceva-driehoek van het punt Q. Het punt Q is nu het Ceva-cirkel-verwante punt van P. De stelling die deze verwantschap beschrijft wordt toegeschreven aan de Franse wiskundige Olry Terquem (1782-1862).

## Alternatieve beschrijving
Het punt Q, dat Ceva-cirkel-verwant ia aan een punt P kan worden beschreven zonder gebruik te maken van een omgeschreven cirkel. Q is het
isotomische verwante punt
van het anticomplement
van het isogonale verwante punt
van het complement
van het isotomische verwante punt van P.

## Coördinaten
Zijn (x:y:z) de barycentrische coördinaten van P, dan zijn
{\displaystyle {\begin{array}{lll}(&{\frac {1}{-a^{2}yz(x+y)(x+z)+b^{2}xz(x+y)(y+z)+c^{2}xy(x+z)(y+z)}}&:\\&{\frac {1}{a^{2}yz(x+y)(x+z)-b^{2}xz(x+y)(y+z)+c^{2}xy(x+z)(y+z)}}&:\\&{\frac {1}{a^{2}yz(x+y)(x+z)+b^{2}xz(x+y)(y+z)-c^{2}xy(x+z)(y+z)}}&)\end{array}}}
de barycentrische coördinaten van de Ceva-cirkel-verwant van P.

## Punten
Het Ceva-cirkel-verwante punt van het zwaartepunt is het hoogtepunt. Het punt van Gergonne heeft zichzelf als Ceva-cirkel-verwant punt.